# Gran Premio d'Australia 2015
Il Gran Premio d'Australia 2015 è stata la prima prova della stagione 2015 del campionato mondiale di Formula 1. Si è svolta domenica 15 marzo 2015 sul circuito di Albert Park a Melbourne. La gara è stata vinta da Lewis Hamilton su Mercedes, al suo trentaquattresimo successo nel mondiale. Hamilton ha preceduto sul traguardo il compagno di scuderia, Nico Rosberg e Sebastian Vettel su Ferrari.

## Vigilia

### Sviluppi futuri
Il Gran Premio del Belgio prolunga il suo contratto con la FOM fino al 2018.
Bernie Ecclestone mette in forte dubbio la tenuta del Gran Premio di Germania, annunciando anche che, in caso di sua mancata tenuta, la gara non verrà sostituita.

### Aspetti tecnici
La Pirelli, fornitrice unica degli pneumatici per la stagione, ha annunciato che, per il Gran Premio, fornirà le mescole media e morbida.
La FIA mantiene le stesse zone in cui si può attivare il Drag Reduction System: il rettilineo d'arrivo e il tratto di pista tra le curve Jones e Whiteford (curve 2 e 3). Il punto per la determinazione del distacco tra piloti è fissato prima della curva 14.
Il Lotus F1 Team utilizza, da questa stagione, la power unit fornita dalla Mercedes. La scuderia britannica abbandona anche la Total quale fornitore dei lubrificanti, per adottare quelli della Petronas.
La Honda rientra nel campionato mondiale fornendo i motori alla McLaren, che abbandona così la collaborazione con la Mercedes. La casa nipponica mancava dalla F1 dal termine della stagione 2008, quando aveva ceduto la propria scuderia a Ross Brawn. La Honda ha già supportato la McLaren, nel periodo tra il 1988 e il 1992, ottenendo 44 vittorie, 53 pole position, 30 giri veloci, quattro campionati del mondo costruttori e quattro campionati piloti.
Tutte le scuderie utilizzano il nuovo modello di monoposto, previsto per il 2015, a eccezione della Manor Marussia che impiega la vettura della scorsa stagione, la MR03, aggiornata nei dettagli necessari per rimanere al passo con il nuovo regolamento tecnico.

### Aspetti sportivi
A novembre 2014 la Federazione Internazionale dell'Automobile aveva pubblicato la lista delle scuderie ammesse a partecipare alla stagione 2015: sono confermati tutti i team che hanno corso nel 2014, comprese la Caterham e la Marussia, indicata con il nome di Manor F1 Team. Quest'ultima aveva comunicato, successivamente, la definitiva cessazione dell'attività per il 2014, in cui aveva saltato gli ultimi tre Gran Premi. La scuderia però non aveva escluso la possibilità di partecipare alla stagione 2015. Il 19 febbraio la società di revisione che detiene i beni della scuderia ha affermato che è stato raggiunto un accordo con i creditori dell'azienda, che consente che il controllo della stessa torni nelle mani degli amministratori originari. Il 27 febbraio la Marussia, con il nuovo appellativo di Manor Marussia, viene inserita nella lista ufficiale delle scuderie ammesse al campionato 2015.
A poco più di un mese dall'inizio del campionato, invece, viene fissata la vendita all'asta di tutti i beni della Caterham che, di fatto, sparisce dal circus. Le scuderie così si riducono a 10.
Sebastian Vettel aveva annunciato, nel corso del fine settimana del Gran Premio del Giappone 2014, la sua intenzione di lasciare la Red Bull, al termine della stagione. La scuderia lo sostituisce con il pilota russo, impegnato precedentemente alla Toro Rosso, Daniil Kvjat.
Anche Fernando Alonso lascia la Ferrari, dopo 5 stagioni. Al suo posto viene ingaggiato proprio Sebastian Vettel. Il pilota spagnolo è stato, a sua volta, ingaggiato dalla McLaren, scuderia con cui disputò la stagione 2007: Alonso fa coppia con il confermato Jenson Button, mentre Kevin Magnussen diventa pilota collaudatore del team. A seguito delle conseguenze di un incidente patito da Alonso nel corso dei test effettuati a Barcellona, per la prima gara, in Australia, lo spagnolo è sostituito da Magnussen.
La Toro Rosso ha reso noto che il pilota olandese Max Verstappen, diciassettenne e figlio dell'ex pilota di F1 Jos Verstappen, è il pilota titolare per la stagione 2015, al posto del francese Jean-Éric Vergne. Verstappen, che correva in F3, diventa il più giovane pilota ad avere corso nella massima formula. Ad affiancarlo la scuderia di Faenza ingaggia lo spagnolo, anch'esso all'esordio nella massima formula, Carlos Sainz Jr., anche lui figlio d'arte in quanto suo padre, Carlos Sainz, fu un pilota di rally. Il pilota olandese ha scelto il numero 33, impiegato l'ultima volta da Paul Belmondo nelle qualifiche del Gran Premio d'Australia 1994, mentre lo spagnolo ha optato per il 55, numero che fu portato nel campionato, per l'ultima volta, da Jean-Pierre Jarier nel Gran Premio del Canada 1978.
La Sauber rivoluziona la coppia di piloti: al posto di Esteban Gutiérrez e Adrian Sutil iscrive Marcus Ericsson, impegnato nella stagione 2014 con la Caterham, e il pilota brasiliano Felipe Nasr. Egli ha svolto nel 2014 il ruolo di terzo pilota alla Williams. Nasr ha scelto quale numero il 12. Giedo van der Garde, pilota di riserva nel 2014, ha promosso una causa presso la Corte Suprema dello Stato di Victoria per ottenere il reintegro al volante della vettura svizzera, dopo che un giudice del lavoro elvetico ne ha già riconosciuto i diritti. Il giudice ha riconosciuto il diritto del pilota olandese a correre il Gran Premio, ma, nella lista ufficiale della FIA, la Sauber ha indicato ancora i due piloti scelti a inizio stagione, in quanto van der Garde non dispone della Superlicenza, necessaria per competere in Formula 1.
La Manor ha iscritto Will Stevens: il britannico, già tester del team, ha esordito in F1 nel Gran Premio di Abu Dhabi 2014 con la Caterham. Accanto a lui correrà lo spagnolo Roberto Merhi, all'esordio in F1, ma già terzo pilota in Caterham. Stevens ha scelto il numero 28 (che mancava dal Gran Premio d'Australia 1995, utilizzato da Gerhard Berger), mentre Merhi opta per il 98, utilizzato, l'ultima volta, per la 500 Miglia di Indianapolis 1960, allora valida per il mondiale di F1, da Lloyd Ruby.
Lewis Hamilton, campione del mondo in carica, ha deciso di mantenere, quale numero di gara, il 44. Per la prima volta dal 1994 nessun pilota utilizzerà perciò il numero 1.
Tom Kristensen, vincitore di diverse edizioni della 24 Ore di Le Mans è indicato quale commissario aggiunto per la gara.

## Prove

### Resoconto
Solo sedici monoposto affrontano le prime prove libere. All'appello mancano le Manor Marussia e le Sauber. Il team britannico si è trovato impossibilitato da problemi tecnici (legati ai software utilizzati dalla scuderia), mentre quello elvetico si trova alle prese con la diatriba legale che lo oppone a Giedo van der Garde, pilota che reclama il diritto a correre per la scuderia. Il pilota olandese è presente nei box della scuderia, senza però venire impiegato.
Le due Mercedes, rispettivamente con Rosberg e Hamilton, si classificano nelle prime due posizioni, staccati di meno di un centesimo di secondo. Al terzo posto chiude Valtteri Bottas su Williams. Il finlandese è staccato di oltre un secondo da Rosberg. Quest'ultimo ha fatto segnare un tempo di circa due secondi inferiore a quello della prima sessione del venerdì del 2014.
Vari piloti hanno riscontrato dei problemi alla loro monoposto: Romain Grosjean ha potuto effettuare solo 6 giri, ma senza segnare tempi validi, così come limitato è stato l'impegno delle McLaren.
Nella seconda sessione di libere del venerdì entrano in pista le Sauber, con alla guida Felipe Nasr e Marcus Ericsson. In compenso, per problemi tecnici legati alla power unit, non partecipano alle prove la Red Bull di Daniel Ricciardo (che è costretto a utilizzare già la seconda unità in stagione) e la Williams di Felipe Massa. Continuano a non provare nemmeno le Manor Marussia.
Le due Mercedes monopolizzano i primi due posti anche in questa sessione, ove hanno testato le gomme morbide. Nico Rosberg ha preceduto nuovamente Lewis Hamilton, questa volta per circa un decimo. I due sono gli unici piloti a essere scesi sotto il muro dell'1 e 28. Al terzo posto di è classificato Sebastian Vettel (su Ferrari), staccato di sette decimi dal suo connazionale Rosberg. Vettel si piazza in graduatoria subito prima del compagno di scuderia Kimi Räikkönen. La sessione è stata interrotta con bandiera rosso dopo pochi minuti per un incidente, dovuto alla rottura di una sospensione, di Kevin Magnussen, senza conseguenze per il pilota danese.
Nella sessione del sabato, fra le due Mercedes, si inserisce Sebastian Vettel, con il secondo tempo: il ferrarista precede Nico Rosberg, ma è battuto da Lewis Hamilton, per circa sette decimi. Vettel ottiene anche la velocità di punta più elevata, con 306 km/h. La pista ha goduto di una temperatura dell'asfalto più alta, rispetto alle sessioni del venerdì. Daniil Kvjat, su Red Bull Racing, può effettuare solo una manciata di giri, per problemi al propulsore, mentre Max Verstappen, della Toro Rosso, subisce un principio d'incendio sulla sua monoposto. Anche in questa sessione non scendono in pista le due Marussia.

### Risultati
Nella prima sessione del venerdì si è avuta questa situazione:
| Pos | Nº | Pilota          | Costruttore       | Tempo    | Gap    | Giri |
| --- | -- | --------------- | ----------------- | -------- | ------ | ---- |
| 1   | 6  | Nico Rosberg    | Mercedes          | 1'29"557 |        | 19   |
| 2   | 44 | Lewis Hamilton  | Mercedes          | 1'29"586 | +0"029 | 19   |
| 3   | 77 | Valtteri Bottas | Williams-Mercedes | 1'30"748 | +1"191 | 20   |

Nella seconda sessione del venerdì si è avuta questa situazione:
| Pos | Nº | Pilota           | Costruttore | Tempo    | Gap    | Giri |
| --- | -- | ---------------- | ----------- | -------- | ------ | ---- |
| 1   | 6  | Nico Rosberg     | Mercedes    | 1'27"697 |        | 29   |
| 2   | 44 | Lewis Hamilton   | Mercedes    | 1'27"797 | +0"100 | 25   |
| 3   | 5  | Sebastian Vettel | Ferrari     | 1'28"412 | +0"715 | 33   |

Nella sessione del sabato si è avuta questa situazione:
| Pos | Nº | Pilota           | Costruttore | Tempo    | Gap    | Giri |
| --- | -- | ---------------- | ----------- | -------- | ------ | ---- |
| 1   | 44 | Lewis Hamilton   | Mercedes    | 1'27"867 |        | 11   |
| 2   | 5  | Sebastian Vettel | Ferrari     | 1'28"563 | +0"696 | 13   |
| 3   | 6  | Nico Rosberg     | Mercedes    | 1'28"821 | +0"954 | 14   |

## Qualifiche

### Resoconto
Prima dell'inizio delle prove ufficiali viene trovato un accordo tra la Sauber e Giedo van der Garde, che dà via libera alla presenza del team elvetico, pur in presenza di una richiesta di utilizzazione da parte del pilota olandese, in luogo dei piloti titolari. La Marussia, dopo avere saltato per problemi tecnici tutte e tre le sessioni delle prove libere, non prende parte nemmeno alle qualifiche. La FIA ha comunque deciso di non sanzionare la scuderia, riconoscendo alla stessa la presenza sul tracciato e l'approntamento di quanto necessario per competere.
Nella prima sessione Kimi Räikkönen è il primo pilota a utilizzare da subito gli pneumatici più morbidi; presto copiato da Vettel e dai due della Force India. Il finlandese è battuto prima da Vettel, poi da Nico Rosberg, su gomme medie. Solo Valtteri Bottas è capace, con gomme dure, di avvicinarsi a Rosberg. Lewis Hamilton, con gomme morbide, batte il suo compagno di team, e si issa al primo posto. Sono eliminati, oltre ai due piloti della Marussia, senza tempo, anche le due McLaren e Marcus Ericsson.
In Q2 Hamilton si conferma ancora il più veloce, davanti a Rosberg. In questa fase tutti i piloti optano per le coperture morbide. La battaglia per entrare nella fase finale delle qualifiche è serrata fino agli ultimi istanti della sessione. Vengono eliminati Felipe Nasr, Max Verstappen, Daniil Kvjat e i due piloti della Force India.
Nella fase decisiva Hamilton prende subito il comando della classifica, mentre Nico Rosberg commette un errore e deve desistere nel segnare un tempo. Al secondo posto si piazza perciò Felipe Massa. Nel secondo, e ultimo tentativo, Rosberg è capace di superare Massa, che finisce così in seconda fila, accanto a Sebastian Vettel. Per Hamilton è la trentanovesima pole position nel mondiale di F1.
Al termine delle qualifiche il pilota della Williams Valtteri Bottas accusa dei disturbi alla schiena. Il finlandese è visitato dai medici del circuito, prima di essere visitato presso un ospedale cittadino. Il medico della FIA ha ritenuto il pilota non idoneo a prendere parte alla gara.

### Risultati
Nella sessione di qualifica si è avuta questa situazione:
| Pos                         | Nº | Pilota             | Costruttore             | Q1          | Q2       | Q3       | Griglia |
| --------------------------- | -- | ------------------ | ----------------------- | ----------- | -------- | -------- | ------- |
| 1                           | 44 | Lewis Hamilton     | Mercedes                | 1'28"586    | 1'26"894 | 1'26"327 | 1       |
| 2                           | 6  | Nico Rosberg       | Mercedes                | 1'28"906    | 1'27"097 | 1'26"921 | 2       |
| 3                           | 19 | Felipe Massa       | Williams-Mercedes       | 1'29"246    | 1'27"895 | 1'27"718 | 3       |
| 4                           | 5  | Sebastian Vettel   | Ferrari                 | 1'29"307    | 1'27"742 | 1'27"757 | 4       |
| 5                           | 7  | Kimi Räikkönen     | Ferrari                 | 1'29"754    | 1'27"807 | 1'27"790 | 5       |
| 6                           | 77 | Valtteri Bottas    | Williams-Mercedes       | 1'29"641    | 1'27"796 | 1'28"087 | NP      |
| 7                           | 3  | Daniel Ricciardo   | Red Bull Racing-Renault | 1'29"788    | 1'28"679 | 1'28"329 | 6       |
| 8                           | 55 | Carlos Sainz Jr.   | STR-Renault             | 1'29"597    | 1'28"601 | 1'28"510 | 7       |
| 9                           | 8  | Romain Grosjean    | Lotus-Mercedes          | 1'29"537    | 1'28"589 | 1'28"560 | 8       |
| 10                          | 13 | Pastor Maldonado   | Lotus-Mercedes          | 1'29"847    | 1'28"726 | 1'29"480 | 9       |
| 11                          | 12 | Felipe Nasr        | Sauber-Ferrari          | 1'30"430    | 1'28"800 | N.D.     | 10      |
| 12                          | 33 | Max Verstappen     | STR-Renault             | 1'29"248    | 1'28"868 | N.D.     | 11      |
| 13                          | 26 | Daniil Kvjat       | Red Bull Racing-Renault | 1'30"402    | 1'29"070 | N.D.     | 12      |
| 14                          | 27 | Nicolas Hülkenberg | Force India-Mercedes    | 1'29"651    | 1'29"208 | N.D.     | 13      |
| 15                          | 11 | Sergio Pérez       | Force India-Mercedes    | 1'29"990    | 1'29"209 | N.D.     | 14      |
| 16                          | 9  | Marcus Ericsson    | Sauber-Ferrari          | 1'31"376    | N.D.     | N.D.     | 15      |
| 17                          | 22 | Jenson Button      | McLaren-Honda           | 1'31"422    | N.D.     | N.D.     | 16      |
| 18                          | 20 | Kevin Magnussen    | McLaren-Honda           | 1'32"037    | N.D.     | N.D.     | 17      |
| Tempo limite 107%: 1'34"787 |    |                    |                         |             |          |          |         |
| NQ                          | 28 | Will Stevens       | Marussia-Ferrari        | senza tempo | N.D.     | N.D.     | NQ      |
| NQ                          | 98 | Roberto Merhi      | Marussia-Ferrari        | senza tempo | N.D.     | N.D.     | NQ      |

In grassetto sono indicate le migliori prestazioni in Q1, Q2 e Q3.

## Gara

### Resoconto
Al termine del giro di formazione altri due piloti sono costretti ad abbandonare la gara: Daniil Kvjat è fermato da un problema al cambio, mentre Kevin Magnussen riscontra un guasto al motore. In questo caso però la griglia di partenza non viene modificata, ma presenta due vuoti.
Alla partenza le due Mercedes mantengono il comando della gara, mentre al terzo posto rimane Felipe Massa, seguito da Sebastian Vettel, che sfiora la collisione con il compagno di team Kimi Räikkönen. Il finlandese viene urtato da Carlos Sainz Jr., poi il ferrarista esce dal tracciato, rientra, sfiora Felipe Nasr, che, a sua volta, colpisce Pastor Maldonado, che sbatte contro le protezioni, ed è costretto al ritiro. La direzione di gara invia in pista la vettura di sicurezza per tre giri.
Alla ripartenza Felipe Nasr e Daniel Ricciardo passano Sainz, ponendosi al quinto e sesto posto. Al settimo passaggio lo spagnolo è passato anche da Räikkönen. Quest'ultimo va al pit stop al giro 16, ma un problema nel fissaggio della gomma posteriore sinistra gli fa perdere alcuni secondi.
La classifica rimane per il resto congelata per diversi passaggi. Tra il giro 22 e il giro 26 vengono effettuati i cambi gomme per tutti i piloti nelle prime posizioni. Hamilton resta al comando della gara, mentre Vettel guadagna la terza posizione su Massa. Risale in classifica Verstappen, che cambia solo al giro 33, prima di ritirarsi, un giro dopo, per un problema alla power unit. Anche Räikkönen risale le posizioni (è quarto), fino alla sua seconda sosta, al giro 41: anche in questo caso vi sono dei problemi con la gomma posteriore sinistra, tanto che riparte senza che sia ben fissata. Il ferrarista decide di ritirarsi dopo pochi metri.
Lewis Hamilton vince per la trentaquattresima volta nel mondiale, precedendo Nico Rosberg e Sebastian Vettel. Vanno a punti, per la prima volta nella loro carriera, ben tre piloti: Felipe Nasr, Marcus Ericsson e Carlos Sainz Jr.. La Sauber torna a punti per la prima volta dal Gran Premio del Brasile 2013, mentre Ericsson è il primo svedese a punti dal Gran Premio del Portogallo 1989 (all'epoca Stefan Johansson).

### Risultati
I risultati del Gran Premio sono i seguenti:
| Pos | Nº | Pilota             | Costruttore             | Giri | Tempo/Ritiro | Griglia | Punti |
| --- | -- | ------------------ | ----------------------- | ---- | ------------ | ------- | ----- |
| 1   | 44 | Lewis Hamilton     | Mercedes                | 58   | 1h31'54"067  | 1       | 25    |
| 2   | 6  | Nico Rosberg       | Mercedes                | 58   | +1"360       | 2       | 18    |
| 3   | 5  | Sebastian Vettel   | Ferrari                 | 58   | +34"523      | 4       | 15    |
| 4   | 19 | Felipe Massa       | Williams-Mercedes       | 58   | +38"196      | 3       | 12    |
| 5   | 12 | Felipe Nasr        | Sauber-Ferrari          | 58   | +1'35"149    | 10      | 10    |
| 6   | 3  | Daniel Ricciardo   | Red Bull Racing-Renault | 57   | +1 giro      | 6       | 8     |
| 7   | 27 | Nicolas Hülkenberg | Force India-Mercedes    | 57   | +1 giro      | 13      | 6     |
| 8   | 9  | Marcus Ericsson    | Sauber-Ferrari          | 57   | +1 giro      | 15      | 4     |
| 9   | 55 | Carlos Sainz Jr.   | STR-Renault             | 57   | +1 giro      | 7       | 2     |
| 10  | 11 | Sergio Pérez       | Force India-Mercedes    | 57   | +1 giro      | 14      | 1     |
| 11  | 22 | Jenson Button      | McLaren-Honda           | 56   | +2 giri      | 16      |       |
| Rit | 7  | Kimi Räikkönen     | Ferrari                 | 40   | Ruota        | 5       |       |
| Rit | 33 | Max Verstappen     | STR-Renault             | 32   | Motore       | 11      |       |
| Rit | 8  | Romain Grosjean    | Lotus-Mercedes          | 0    | Cambio       | 8       |       |
| Rit | 13 | Pastor Maldonado   | Lotus-Mercedes          | 0    | Incidente    | 9       |       |
| NP  | 26 | Daniil Kvjat       | Red Bull Racing-Renault | 0    | Cambio       | 12      |       |
| NP  | 20 | Kevin Magnussen    | McLaren-Honda           | 0    | Motore       | 17      |       |
| NP  | 77 | Valtteri Bottas    | Williams-Mercedes       |      | Infortunato  | [ 51 ]  |       |
| INF | 14 | Fernando Alonso    | McLaren-Honda           |      | Infortunato  |         |       |
| NPR | 28 | Will Stevens       | Marussia-Ferrari        |      |              |         |       |
| NPR | 98 | Roberto Merhi      | Marussia-Ferrari        |      |              |         |       |

## Classifiche mondiali

### Piloti
| Pos | Pilota             | Punti |
| --- | ------------------ | ----- |
| 1   | Lewis Hamilton     | 25    |
| 2   | Nico Rosberg       | 18    |
| 3   | Sebastian Vettel   | 15    |
| 4   | Felipe Massa       | 12    |
| 5   | Felipe Nasr        | 10    |
| 6   | Daniel Ricciardo   | 8     |
| 7   | Nicolas Hülkenberg | 6     |
| 8   | Marcus Ericsson    | 4     |
| 9   | Carlos Sainz Jr.   | 2     |
| 10  | Sergio Pérez       | 1     |

### Costruttori
| Pos | Costruttore             | Punti |
| --- | ----------------------- | ----- |
| 1   | Mercedes                | 43    |
| 2   | Ferrari                 | 15    |
| 3   | Sauber-Ferrari          | 14    |
| 4   | Williams-Mercedes       | 12    |
| 5   | Red Bull Racing-Renault | 8     |
| 6   | Force India-Mercedes    | 7     |
| 7   | STR-Renault             | 2     |